# GIFアニメーション
GIFアニメーション（ジフアニメーション、GIF animation）は、Graphics Interchange Format (GIF) の「マルチイメージ」を使ったアニメーション。アニメーションGIF (animated GIF) ともいう。
マルチイメージは GIF87a で導入された機能で、複数のフレーム（参考：コマ (映画・漫画)）を順に表示できる。GIF89a では待ち時間が指定できるようになった。
GIF の使用は色数の制約や過去のサブマリン特許問題（→Graphics Interchange Format#特許問題とその顛末）などから減りつつあるが、JPEG にはアニメーション機能そのものがないため、多くの環境で対応しているGIFアニメーションは、2024年現在でも広く使われている。

## 長所と短所
基本的に動画ファイルではなく画像ファイルの拡張なので、動作やサポート状況は画像ファイルに準じ、これが長所にも短所にもなる。また、GIF 共通の長所・短所もある。

### 長所
製作者と閲覧者双方にとっての簡便さが最大の長所である。
- 古くから多くのウェブブラウザで標準サポートされており、プラグイン等は不要である。
- 動画編集ソフトウェアもウェブプログラミングも必要ない。必要な静止画と、簡単な変換ツールがあればいい。
- HTMLでの記述も通常の GIF 画像同様の <img> タグや <a> タグが使える。
- 背景を透過できる（GIF 共通の機能）。

### 短所
さまざまな理由から、大規模な動画には向かない。
- 画像以外のストリームを持たない。特に、音声ストリームを持たない。
- 最大 256 色 (=28) しか使えない。そのため、自然画の表現は難しい。
- フレーム間圧縮がない。
  - 同じフレームの再利用はできる。また透過機能を利用して差分画像だけのフレームにすることで圧縮率を上げることもできるため、間接的にフレーム圧縮に近いことはできる。
- 多くのムービープレイヤーでは再生できない。
- Windows VistaやWindows 7 では、標準添付のフォトビューワで表示されない。

## 代替手段
GIFアニメーションの代替手段としては
- 動画ファイル (MPEG-1/-2/-4 etc)
- JavaScript などで画像を連続表示する
- MNG または APNG（PNG に対するGIFアニメーションの相当物だが別規格となっている）
- Adobe Flash[注釈 1]
- WebPのアニメーション機能

などがある。